# هاري بودن
هاري بودن (بالإنجليزية: Harry Bowden)‏ هو رسام أمريكي، ولد في 1907 في لوس أنجلوس في الولايات المتحدة، وتوفي في 1965.